# مديرية مجزر

تعديل مصدري - تعديل

مديرية مجزر إحدى مديريات محافظة مأرب في وسط اليمن. بلغ عدد سكانها 10477 نسمة عام 2004.

موقع مديرية مجزر في محافظة مأرب

1. ↑  GeoNames (بالإنجليزية), 2005, QID:Q830106
2. ↑  المركز الوطني للمعلومات. نبذة تعريفية عن محافظة مأرب. تاريخ الولوج 25 آذار 2011. نسخة محفوظة 15 يوليو 2017 على موقع واي باك مشين.